# Famille de Rosen

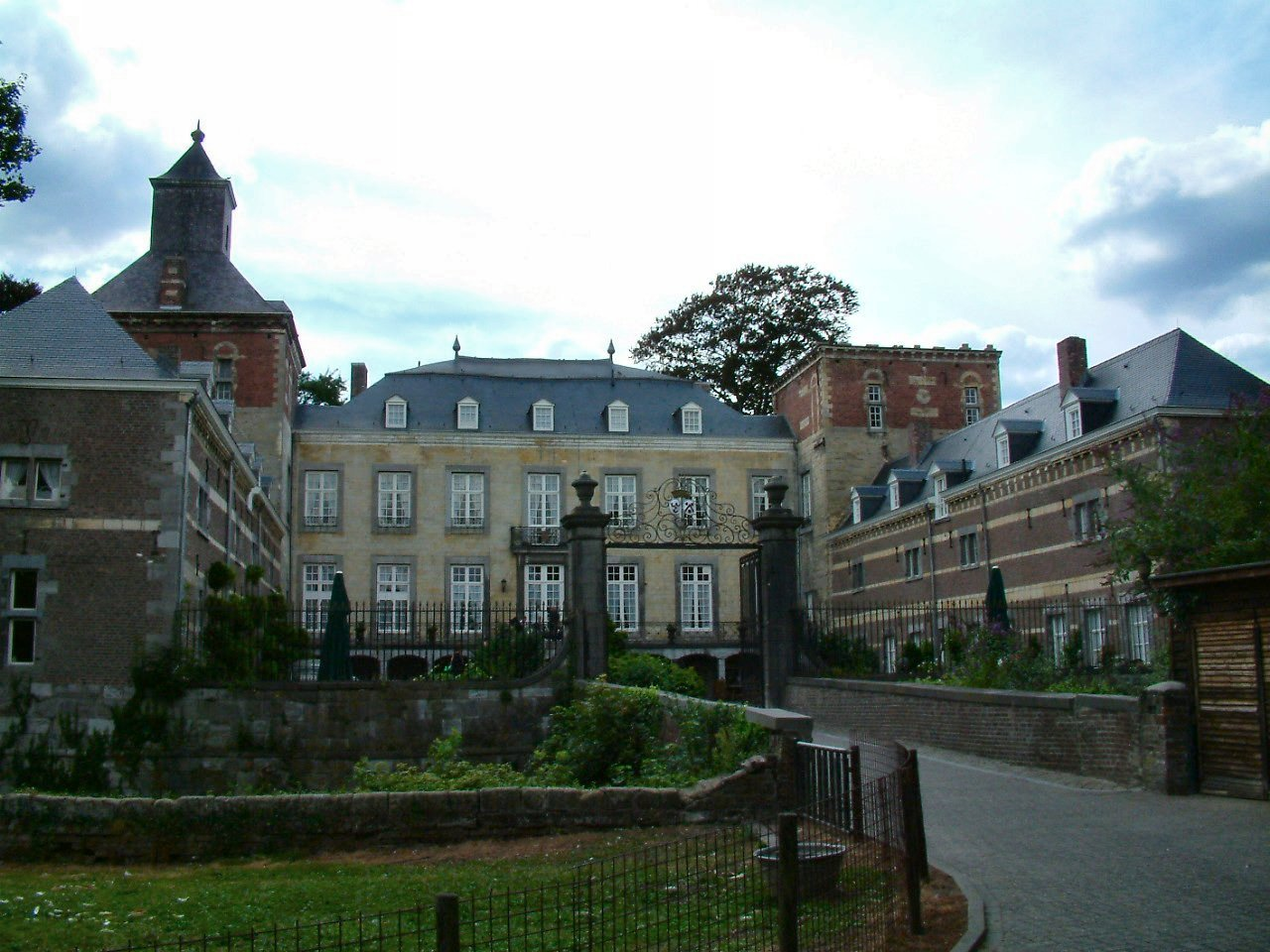
Château de Borgharen

La famille de Rosen (aussi : de Rosen de Borgharen) est une famille de la vieille noblesse des Pays-Bas méridionaux et de la principauté de Liège, dont des membres appartiennent à la noblesse néerlandaise et belge depuis 1816. Elle a donné quatre tréfonciers, plusieurs chanoines, des abbesses, deux chanceliers, des bourgmestres, des échevins et des conseillers ordinaires.

## Historique
L'ancêtre commun de la famille est Pierre Rosen, citoyen de la ville de Liège en 1520.
Le 18 janvier 1680, l'empereur Léopold Ier accorde à Jean de Rosen une concession de noblesse du Saint-Empire romain germanique. En 1698, il lui attribue le titre de chevalier, transférable à tous les descendants masculins : Jean-Pierre de Rosen (décédé célibataire) et à son frère Michel-Henri de Rosen, seigneur de Borgharen, Repen, Engis, etc., marié à la baronne Marie-Louise van der Heyden. En 1703, il en fait tous deux barons du Saint-Empire romain, transférables à tous les descendants. Le 16 février 1816, Charles Servais de Rosen, seigneur de Borgharen (1746-1828) est nommé par arrêté royal à la chevalerie avec homologation du titre de baron. La branche néerlandaise de la famille s'éteint en 1910.

## Personnalités

### Charles Lambert  de Rosen
Fils de Michel-Henri de Rosen et Marie-Louise van der Heyden, Charles Lambert de Rosen (1787-1858) épouse Agnès de Saren (1791-1814) et en second mariage avec Marie van der Maesen (1790-1868). À l'époque française, il est maire de Strée et, sous le royaume uni des Pays-Bas, échevin de Tongres. De manière assez surprenante, après la reconnaissance dans la noblesse de son père en février 1816, il est individuellement confirmé avec le titre de baron et nommé chevalier de Limbourg. L'un et l'autre sont en fait superflus, étant donné la reconnaissance que son père a reçue en février 1816. Il a une fille du premier mariage et deux fils et deux filles du deuxième mariage. Cette branche familiale s'éteint avec la mort de son petit-fils Charles de Rosen (1843-1920).

### Charles Servais de Rosen
Fils de Michel-Henri de Rosen et Marie-Louise van der Heyden, Charles Servais baron de Rosen, seigneur de Borgharen (Liège, 3 juillet 1746-2 mai 1828), est nommé chevalier en 1816, à l'époque du royaume uni des Pays-Bas, d'abord de la province du Limbourg, puis de Liège. Il devient membre du conseil provincial de Liège. Il épouse Marie-Louise van Buel (1750-1809) en 1768 et ils ont dix enfants : cinq filles qui se marient noblement et cinq fils, dont quatre assurent la descendance des de Rosen.

### Hyacinthe de Rosen
Fils de Charles Servais de Rosen, Hyacinthe de Rosen (1773-1850) épouse Hélène de Grady de Bellaire (1780-1868), fille du chevalier Albert de Bellaire membre de la chambre basse. Ils ont deux filles.

### Georges de Rosen
Fils de Charles Servais de Rosen, Georges de Rosen (1778-1868), entame une carrière dans le clergé liégeois, mais l'abandonne et épouse Françoise de Valensart en 1808. Ils s'installent à Maastricht, puis à Beek. Il reste fidèle aux Pays-Bas en 1830, les six enfants issus de ce mariage prennent la nationalité néerlandaise et sont enregistrés dans la noblesse néerlandaise. La famille s'éteint en 1895, à la mort de Georges de Rosen (1849-1895), maire de Schaesberg. La dernière femme à porter le nom de de Rosen meurt en 1910.

### Conrard de Rosen
Fils de Charles Servais de Rosen, Conrard de Rosen de Borgharen (1779-1852) épouse Fulvie Mincé du Fontbaré (1792-1860). Ils ont quatre fils, dont trois ont une descendance.

### Alfred de Rosen
Fils de Conrard de Rosen, Alfred de Rosen (1819-1890) épouse Marie-Adelaïde de Warzée d'Hermalle (1834-1910). Ils ont six enfants, mais le dernier descendant est décédé en 1986.

### Emile de Rosen
Fils de Conrard de Rosen, Emile de Rosen de Borgharen (1821-1895) épouse Julie de Sauvage Vercour (1821-1887). Ils ont des descendants à ce jour.

### Edmond de Rosen
Fils de Conrard de Rosen, Edmond de Rosen (1827-1902) épouse la comtesse Émilie de Liedekerke Beauffort (1824-1890) et en second mariage avec Philippine Vandenborre (1876-1932), presque cinquante ans plus jeune. Cette branche s'éteint avec la mort de son fils Edmond de Rosen (1899-1924).

## Généalogie
- Jean de Rosen ∞ Marie Corsélius
  - Pierre de Rosen. Chancelier de la principauté de Liège en 1652.
  - Jean de Rosen (1601-1680) ∞ Dorothée de Joncis et en second noce avec Isabelle de Selys (1619-1679). Bourgmestre de Liège en 1651 et Échevin de la Souveraine Justice de Liège.
    - Jean-Pierre de Rosen (1640-1722), sans alliance. Chanoine tréfoncier de Saint-Lambert, archidiacre de Famenne, chancelier de la principauté de Liège en 1696.
    - Michel-Henri de Rosen (1644-1718), seigneur de Borgharen, Repen, Engis ∞ Hélène de Hellinx. Échevin de la Souveraine Justice de Liège, en 10 février 1666, en remplacement de son père, et bourgmestre de Liège en 1706.
      - Lambert Dieudonné de Rosen ∞ Marie Catherine Elisabeth de Rosen (1703-1751). Bourgmestre de Liège en 1746 et 1758.
      - Servais de Rosen (1676-1703) ∞ Marie Catherine de Salme (1684-1747). Échevin de la Souveraine Justice de Liège, le 21 janvier 1698, en remplacement de son père.
        - Michel Henri de Rosen (1701-1762) ∞ Marie Louise van der Heyden à Blisia (1714-1787)
          - Charles Servais de Rosen, seigneur de Borgharen (1746-1828)
            - Hyacinthe de Rosen (1773-1850) ∞ Hélène de Grady de Bellaire (1780-1868)
            - Georges de Rosen (1778-1868) ∞  Françoise de Valensart. La famille s'éteint en 1895, à la mort de Georges de Rosen (1849-1895), maire de Schaesberg. La dernière femme à porter le nom de de Rosen meure en 1910.
            - Conrard de Rosen de Borgharen (1779-1852) ∞ Fulvie Mincé du Fontbaré (1792-1860).
              - Alfred de Rosen (1819-1890) ∞  Marie-Adelaïde de Warzée d'Hermalle (1834-1910). Le dernier descendant est décédé en 1986.
              - Emile de Rosen de Borgharen (1821-1895) ∞ Julie de Sauvage Vercour (1821-1887). Des descendants à ce jour.
              - Edmond de Rosen (1827-1902) ∞ Emilie de Liedekerke Beauffort (1824-1890) et en second mariage avec Philippine Vandenborre (1876-1932). Cette branche s'éteint avec la mort de son fils Edmond de Rosen (1899-1924).

            - Charles Lambert de Rosen (1787-1858) ∞ Agnès de Saren (1791-1814) et en second mariage avec Marie van der Maesen (1790-1868). Cette branche familiale s'éteint avec la mort de son petit-fils Charles de Rosen (1843-1920).

      - Michel de Rosen (1685-1773) ∞ Marie-Marguerite de Rossius de Bellaire (1685-1715). Échevin de la Souveraine Justice de Liège, après le décès de son frère ainé le 17 mars 1703, pendant 70 ans.